# Apis (Sikyon)
Apis (altgriechisch Ἄπις Ápis), der Sohn des Telchin, war in der griechischen Mythologie ein König von Sikyon.
Er war der Vater des Thelxion, der nach ihm den Thron von Sikyon einnahm. Apis war so mächtig, dass der Peloponnes vor der Ankunft des Pelops nach ihm Apia genannt wurde.